# Filu ’e ferru
Der filu 'e ferru oder fil' 'e ferru, im italienischen auch Acquavite di Sardegna genannt, ist eine Spirituose sardischer Herkunft dessen Name wörtlich übersetzt „Eisendraht“ bedeutet.
In einigen Gebieten, insbesondere in Logudorese und Barbagia wird er auch als abbardente (oder abba ardente) bezeichnet, übersetzt „Wasser, das so stark brennt, dass es Feuer fängt“.

## Namensherkunft
Der Name geht auf die vor einigen Jahrhunderten gängige Methode zurück, unerlaubt gebrannte Spirituosen im Garten zu vergraben. Um die Behälter wieder zu finden, wurde daran ein Stück Eisendraht befestigt, das an der Oberfläche sichtbar blieb.

## Herstellung
Die Spirituose wird aus Traubentrester der besten sardischen Trauben gebrannt (von sehr hoher Qualität ist das Destillat aus der Vernaccia-Traube). Das entstehende Destillat hat meist mehr als 40 Vol.-%.
Der berühmteste Filu 'e ferru ist der in Oristanese, Monte Ferru und im landwirtschaftlichen Inland produzierte. Bei Kennern ist der Filu 'e ferru aus der Umgebung der Provinz Ogliastra sehr beliebt.